# Lino Moreira
Lino Moreira (nascido em 1882, na cidade de São Gabriel, no Rio Grande do Sul; falecido em 1962, na cidade do Rio de Janeiro) foi um político brasileiro.
Foi ministro chefe do Gabinete Civil da Presidência da República no governo José Linhares, de 30 de outubro de 1945 a 31 de janeiro de 1946. Advogado e jornalista, Lino Moreira foi casado com Dulce Toledo Moreira, filha de Pedro de Toledo, interventor de São Paulo na Revolução Constituinte de 1932. Com Dulce, Lino teve pelo menos uma filha (ao que se sabe), e ela se chamava Regina Toledo Moreira. Há diversas cartas de autoria de Pedro de Toledo ao Lino Moreira, com tom familiar e saudoso, em que menciona afetuosamente, Dulce e Regina.  